# Ligota Książęca (województwo śląskie)
Ligota Książęca (niem. Herzoglich Ellguth)– wieś w Polsce położona w województwie śląskim, w powiecie raciborskim, w gminie Rudnik. Ligota Książęca jest położona we wschodniej części gminy. Posiada powierzchnię 1,75 km² oraz ponad stu czterdziestu mieszkańców.

## Nazwa
Wieś miała niemiecką nazwę Elgot Monialum, do 1945 roku – Herzoglich Ellguth.
Nazwa wsi pochodzi prawdopodobnie od wsi, której ziemie przez pewien okres były wolne od płacenia podatków. Ligota Książęca należy do parafii Narodzenia Najświętszej Maryi Panny w Łubowicach.

## Historia
Wieś powstała XIII wieku i od samego początku była zwolniona z opłat na rzecz księcia (stąd jej nazwa). O 1337 roku wieś należy do raciborskich Dominikanek, a po sekularyzacji wieś zostaje sprzedana księciu Hohenlohe przez rząd pruski.
W latach 1945-54 siedziba gminy Łubowice. W latach 1954–1957 wieś należała i była siedzibą władz gromady Ligota Książęca, po jej zniesieniu w gromadzie Łubowice. W latach 1975–1998 miejscowość administracyjnie należała do województwa katowickiego.

## Demografia
W 2016 roku w Ligocie Książęcej ludność w wieku przedprodukcyjnym na 100 mieszkańców wynosiła 19,58, co uplasowało wieś powyżej średniej w gminie (16,95). Natomiast ludność w wieku produkcyjnym wynosiła 60,84 (średnia w gminie – 66,90), a w wieku poprodukcyjnym – 19,58 (średnia w gminie – 16,25). Stosunek mieszkańców w wieku poprodukcyjnym do mieszkańców w wieku produkcyjnym wynosił 32% (średnia w gminie – 24%). Mediana wieku mieszkańców wynosi 46 lat (średnia w gminie - 47,11).
| Rok  | Liczba ludności | Gęstość zaludnienia (os./km²) |
| ---- | --------------- | ----------------------------- |
| 2004 | 139             | 79,43                         |
| 2011 | 146             | 83,4                          |
| 2016 | 143             | 81,71                         |

## Zabytki
Przy ul. Adama Asnyka (nr 30) stoi kapliczka domkowa, murowana z cegły. Kapliczka pochodzi z początków XIX wieku.
| Nr ewidencyjny | Obiekt                          | Forma ochrony                      | Adres               |
| -------------- | ------------------------------- | ---------------------------------- | ------------------- |
|                | kapliczka domkowa, pocz. XIX w. | wpis do gminnej ewidencji zabytków | ul. Adama Asnyka 30 |

We wsi znajdują się trzy stanowiska archeologiczne niewpisane do wojewódzkiego rejestru zabytków, gdzie odkryto ślady z epoki kamienia, kultury łużyckiej i średniowiecza. Odkryto tutaj również osadę z czasów kultury łużyckiej, celtyckiej, przeworskiej i średniowiecza.